# Jamajská vlajka

Jamajská vlajka
Poměr stran: 1:2

Jamajská námořní válečná vlajka
Poměr stran: 1:2

Vlajka Jamajky byla přijata 6. srpna 1962 v den vyhlášení nezávislosti. Současný vzhled byl vybrán ve veřejné soutěži. Původně byla navržena s horizontálními pruhy, ale pro velkou podobnost s vlajkou tehdejší Republiky Tanganika, bylo užito svatoondřejského kříže.
Černá, zelená a zlatá jsou panafrické barvy. Zlatá (žlutá) má připomínat sluneční svit, černá symbolizuje útrapy, a zelená reprezentuje zemi. "Jsou tu strasti, ale země je zelená a slunce svítí" je místní vysvětlení, proč byly použity tyto barvy.
Jamajská námořní vlajka je bílá s červeným svatojiřským křížem s národní vlajkou v kantonu, v tomto případě se jedná o horní žerďovou čtvrtinu (podobně jako např. u australské vlajky).
Jedná se o jedinou vlajku suverénního státu na světě, která neobsahuje červenou, modrou ani bílou barvu (k březnu 2024).[zdroj?]

Rozměry jamajské vlajky

## Historie

Jamajská vlajka (1875–1906) Poměr stran: 1:2
Jamajská vlajka (1906–1957) Poměr stran: 1:2
Jamajská vlajka (1957–1962) Poměr stran: 1:2
Jamajská vlajka (1962) Poměr stran: 1:2
Návrh jamajské vlajky (1962) Poměr stran: 2:3
Návrh jamajské vlajky (1962) Poměr stran: 2:3

## Commonwealth
Jamajka je členem Commonwealthu (který užívá vlastní vlajku) a zároveň je hlavou státu britský panovník (Commonwealth realm), kterého zastupuje generální guvernér (viz seznam vlajek britských guvernérů).
V roce 1960 byla navržena osobní vlajka Alžběty II., určená pro reprezentaci královny v její roli hlavy Commonwealthu na územích, ve kterých neměla jedinečnou vlajku – to byl i případ Jamajky (viz seznam vlajek Alžběty II.). V roce 1962 byla vytvořena speciální vlajka Alžběty II. na Jamajce, ale poprvé byla užita až v roce 1966 při její návštěvě ostrova.

Osobní vlajka královny Alžběty II. na Jamajce (1960–1962) Poměr stran: 1:1
Vlajka britské královny Alžběty II. na Jamajce (1962–2022) Poměr stran: 1:2
Vlajka jamajského generálního guvernéra Poměr stran: 1:2